# Nosybus minutus
Nosybus minutus är en insektsart som beskrevs av Bo Tjeder 1959. Nosybus minutus ingår i släktet Nosybus och familjen Berothidae. Inga underarter finns listade i Catalogue of Life.